# Бруно Соарес
Бруно Фрага Соарес (порт. Bruno Fraga Soares, бразильська вимова [ˈbɾunu soˈaɾis]) — колишній бразильський тенісист, спеціаліст із парної гри, шестиразовий чемпіон турнірів Великого шолома —  триразовий у парному розряді та триразовий у міксті. Найвищу одиночну позицію світового рейтингу — 221 місце досяг 22 березня 2004, парну — 2 місце — 17 жовтня 2016 року. Здобув 35 парних титулів.
Найбільших успіхів Соарес добивався в парі з британцем Джеймі Маррей. У змішаному парному розряді він вигравав турніри Великого шолома з Санею Мірзою, Катериною Макаровою та Оленою Весніною.
Завершив кар'єру 2022 року.

## Значні фінали

### Фінали турнірів Великого шолома

#### Парний розряд: 6 (3–3)
| Результат | Рік  | Турнір                                 | Покриття | Партнер        | Суперники                                  | Рахунок       |
| --------- | ---- | -------------------------------------- | -------- | -------------- | ------------------------------------------ | ------------- |
| Поразка   | 2013 | Відкритий чемпіонат США з тенісу       | Тверде   | Александер Пея | Леандер Паес Радек Штепанек                | 1–6, 3–6      |
| Перемога  | 2016 | Відкритий чемпіонат Австралії з тенісу | Тверде   | Джеймі Маррей  | Деніел Нестор Радек Штепанек               | 2–6, 6–4, 7–5 |
| Перемога  | 2016 | Відкритий чемпіонат США                | Тверде   | Джеймі Маррі   | Пабло Карреньо Буста Гільєрмо Гарсія-Лопес | 6–2, 6–3      |
| Перемога  | 2020 | Відкритий чемпіонат США                | Тверде   | Мате Павич     | Веслі Колгоф Нікола Мектич                 | 7–5, 6–3      |
| Поразка   | 2020 | Відкритий чемпіонат Франції з тенісу   | Ґрунт    | Мате Павич     | Кевін Кравіц Андреас Міс                   | 3–6, 5–7      |
| Поразка   | 2021 | Відкритий чемпіонат США                | Тверде   | Джеймі Маррі   | Ражів Рам Джо Солсбері                     | 6–3, 2–6, 2–6 |

#### Мікст: 4 (3–1)
| Результат | Рік  | Турнір                                 | Покриття | Партнер           | Суперники                         | Рахунок                 |
| --------- | ---- | -------------------------------------- | -------- | ----------------- | --------------------------------- | ----------------------- |
| Перемога  | 2012 | Відкритий чемпіонат США з тенісу       | Тверде   | Катерина Макарова | Квета Пешке Марцин Матковський    | 6–7(8–10), 6–1, [12–10] |
| Поразка   | 2013 | Вімблдонський турнір                   | Трава    | Ліза Реймонд      | Крістіна Младенович Деніел Нестор | 7–5, 2–6, 6–8           |
| Перемога  | 2014 | Відкритий чемпіонат США                | Тверде   | Саня Мірза        | Абігейл Спірс Сантьяго Гонсалес   | 6–1, 2–6, [11–9]        |
| Перемога  | 2016 | Відкритий чемпіонат Австралії з тенісу | Тверде   | Олена Весніна     | Коко Вандевей Горія Текеу         | 6–4, 4–6, [10–5]        |

### Фінали Мастерс 1000

#### Парний розряд: 13 (4–9)
| Результат | Рік  | Турнір                     | Покриття   | Партнер           | Суперники                         | Рахунок                    |
| --------- | ---- | -------------------------- | ---------- | ----------------- | --------------------------------- | -------------------------- |
| Поразка   | 2011 | Мастерс Монте-Карло        | Ґрунт      | Хуан Ігнасіо Чела | Боб Браян Майк Браян              | 3–6, 2–6                   |
| Поразка   | 2013 | Мастерс Мадрид             | Ґрунт      | Александер Пея    | Боб Браян Майк Браян              | 2–6, 3–6                   |
| Перемога  | 2013 | Мастерс Канада             | Тверде     | Александер Пея    | Енді Маррей Колін Флемінг         | 6–4, 7–6(7–4)              |
| Поразка   | 2013 | Мастерс Париж              | Тверде (i) | Александер Пея    | Боб Браян Майк Браян              | 3–6, 3–6                   |
| Поразка   | 2014 | Indian Wells Open          | Тверде     | Александер Пея    | Боб Браян Майк Браян              | 4–6, 3–6                   |
| Перемога  | 2014 | Відкритий чемпіонат Канади | Тверде     | Александер Пея    | Іван Додіг Марсело Мело           | 6–4, 6–3                   |
| Поразка   | 2016 | Мастерс Монте-Карло        | Ґрунт      | Джеймі Маррей     | П'єр-Юг Ербер Ніколя Маю          | 6–4, 0–6, [6–10]           |
| Поразка   | 2016 | Відкритий чемпіонат Канади | Тверде     | Джеймі Маррі      | Іван Додіг Марсело Мело           | 4–6, 4–6                   |
| Поразка   | 2017 | Мастерс Цинциннаті         | Тверде     | Джеймі Маррі      | П'єр-Юг Ербер Ніколя Маю          | 6–7(6–8), 4–6              |
| Перемога  | 2018 | Мастерс Цинциннаті         | Тверде     | Джеймі Маррі      | Хуан Себастьян Кабаль Роберт Фара | 4–6, 6–3, [10–6]           |
| Поразка   | 2018 | Мастерс Шанхай             | Тверде     | Джеймі Маррі      | Лукаш Кубот Марсело Мело          | 4–6, 2–6                   |
| Перемога  | 2019 | Мастерс Шанхай             | Тверде     | Мате Павич        | Лукаш Кубот Марсело Мело          | 6–4, 6–2                   |
| Поразка   | 2020 | Мастерс Париж              | Тверде (i) | Мате Павич        | Фелікс Оже-Аліассім Губерт Гуркач | 7–6(7–3), 6–7(7–9), [2–10] |

## Фінали турнірів ATP за кар'єру

### Парний розряд: 69 (35–34)
| Легенда                                     |
| ------------------------------------------- |
| Турніри Великого шолома (3–3)               |
| Фінали Світового туру ATP (0–0)             |
| Серія Мастерс 1000 Світового Туру ATP (4–9) |
| Серія 500 Світового туру ATP (9–7)          |
| Серія 250 Світового туру ATP (19–15)        |

| Фінали за покриттям |
| ------------------- |
| Тверде (22–19)      |
| Ґрунт (7–11)        |
| Трава (6–4)         |
| Килим (0–0)         |

| Фінали by location     |
| ---------------------- |
| Відкритий корт (26–29) |
| Закритий корт (9–5)    |

| Результат | В-П   | Дата     | Турнір                                                 | Рівень       | Покриття   | Партнер              | Суперники                                  | Рахунок                     |
| --------- | ----- | -------- | ------------------------------------------------------ | ------------ | ---------- | -------------------- | ------------------------------------------ | --------------------------- |
| Перемога  | 1–0   | Чер 2008 | Nottingham Open, Велика Британія                       | Інтернешнл   | Трава      | Кевін Ульєтт         | Джефф Кутзе Джеймі Маррей                  | 6–2, 7–6(7–5)               |
| Поразка   | 1–1   | Сер 2008 | Washington Open, США                                   | Інтернешнл   | Тверде     | Кевін Ульєтт         | Марк Жікель Роберт Ліндстедт               | 6–7(6–8), 3–6               |
| Поразка   | 1–2   | Сер 2009 | Connecticut Open, США                                  | Серія 250    | Тверде     | Кевін Ульєтт         | Юліан Ноул Юрген Мельцер                   | 4–6, 6–7(3–7)               |
| Перемога  | 2–2   | Жов 2009 | Stockholm Open, Швеція                                 | Серія 250    | Тверде (i) | Кевін Ульєтт         | Сімон Аспелін Пол Генлі                    | 6–4, 7–6(7–4)               |
| Поразка   | 2–3   | Січ 2010 | ATP Auckland Open, Нова Зеландія                       | Серія 250    | Тверде     | Марсело Мело         | Маркус Даніелл Горія Текеу                 | 5–7, 4–6                    |
| Перемога  | 3–3   | Тра 2010 | Open de Nice Côte d'Azur, Франція                      | Серія 250    | Ґрунт      | Марсело Мело         | Роган Бопанна Айсам-уль-Хак Куреші         | 1–6, 6–3, [10–5]            |
| Поразка   | 3–4   | Сер 2010 | Відкритий чемпіонат Швейцарії, Швейцарія               | Серія 250    | Ґрунт      | Марсело Мело         | Юган Брунстрем Яркко Ніємінен              | 3–6, 7–6(7–4), [9–11]       |
| Поразка   | 3–5   | Вер 2010 | Open de Moselle, Франція                               | Серія 250    | Тверде (i) | Марсело Мело         | Дастін Браун Рогір Вассен                  | 3–6, 3–6                    |
| Перемога  | 4–5   | Лют 2011 | Chile Open, Чилі                                       | Серія 250    | Ґрунт      | Марсело Мело         | Лукаш Кубот Олівер Марах                   | 6–3, 7–6(7–3)               |
| Перемога  | 5–5   | Лют 2011 | Brasil Open, Бразилія                                  | Серія 250    | Ґрунт      | Марсело Мело         | Пабло Андухар Даніель Хімено-Травер        | 7–6(7–4), 6–3               |
| Поразка   | 5–6   | Лют 2011 | Abierto Mexicano TELCEL, Мексика                       | Серія 500    | Ґрунт      | Марсело Мело         | Віктор Генеску Горія Текеу                 | 1–6, 3–6                    |
| Поразка   | 5–7   | Кві 2011 | Мастерс Монте-Карло, Монако                            | Мастерс 1000 | Ґрунт      | Хуан Ігнасіо Чела    | Боб Браян Майк Браян                       | 3–6, 2–6                    |
| Поразка   | 5–8   | Жов 2011 | Відкритий чемпіонат Стокгольма, Швеція                 | Серія 250    | Тверде (i) | Марсело Мело         | Роган Бопанна Айсам-уль-Хак Куреші         | 1–6, 3–6                    |
| Перемога  | 6–8   | Лют 2012 | Відкритий чемпіонат Бразилії, Бразилія (2)             | Серія 250    | Ґрунт (i)  | Ерік Буторак         | Міхал Мертиняк Андре Са                    | 3–6, 6–4, [10–8]            |
| Поразка   | 6–9   | Лип 2012 | Swedish Open, Швеція                                   | Серія 250    | Ґрунт      | Александер Пея       | Роберт Ліндстедт Горія Текеу               | 3–6, 6–7(5–7)               |
| Перемога  | 7–9   | Вер 2012 | BMW Malaysian Open, Малайзія                           | Серія 250    | Тверде (i) | Александер Пея       | Колін Флемінг Росс Гатчінс                 | 5–7, 7–5, [10–7]            |
| Перемога  | 8–9   | Жов 2012 | Відкритий чемпіонат Японії, Японія                     | Серія 500    | Тверде     | Александер Пея       | Леандер Паес Радек Штепанек                | 6–3, 7–6(7–5)               |
| Перемога  | 9–9   | Жов 2012 | Відкритий чемпіонат Стокгольма, Швеція (2)             | Серія 250    | Тверде (i) | Марсело Мело         | Роберт Ліндстедт Ненад Зімоньїч            | 6–7(4–7), 7–5, [10–6]       |
| Перемога  | 10–9  | Жов 2012 | Valencia Open, Іспанія                                 | Серія 500    | Тверде (i) | Александер Пея       | Давід Марреро Фернандо Вердаско            | 6–3, 6–2                    |
| Перемога  | 11–9  | Січ 2013 | Auckland Open, Нова Зеландія                           | Серія 250    | Тверде     | Колін Флемінг        | Юган Брунстрем Фредерік Нільсен            | 7–6(7–1), 7–6(7–2)          |
| Перемога  | 12–9  | Лют 2013 | Відкритий чемпіонат Бразилії, Бразилія (3)             | Серія 250    | Ґрунт (i)  | Александер Пея       | Франтішек Чермак Міхал Мертиняк            | 6–7(5–7), 6–2, [10–7]       |
| Перемога  | 13–9  | Кві 2013 | Barcelona Open, Іспанія                                | Серія 500    | Ґрунт      | Александер Пея       | Роберт Ліндстедт Деніел Нестор             | 5–7, 7–6(9–7), [10–4]       |
| Поразка   | 13–10 | Тра 2013 | Мастерс Мадрид, Іспанія                                | Мастерс 1000 | Ґрунт      | Александер Пея       | Боб Браян Майк Браян                       | 2–6, 3–6                    |
| Поразка   | 13–11 | Чер 2013 | Queen's Club Championships, Велика Британія            | Серія 250    | Трава      | Александер Пея       | Боб Браян Майк Браян                       | 6–4, 5–7, [3–10]            |
| Перемога  | 14–11 | Чер 2013 | Eastbourne International, Велика Британія              | Серія 250    | Трава      | Александер Пея       | Колін Флемінг Джонатан Маррей              | 3–6, 6–3, [10–8]            |
| Поразка   | 14–12 | Лип 2013 | Відкритий чемпіонат Німеччини, Німеччина               | Серія 500    | Ґрунт      | Александер Пея       | Маріуш Фирстенберг Марцин Матковський      | 6–3, 1–6, [8–10]            |
| Перемога  | 15–12 | Сер 2013 | Мастерс Канада, Канада                                 | Мастерс 1000 | Тверде     | Александер Пея       | Колін Флемінг Енді Маррей                  | 6–4, 7–6(7–4)               |
| Поразка   | 15–13 | Вер 2013 | Відкритий чемпіонат США з тенісу, США                  | Великий Шлем | Тверде     | Александер Пея       | Леандер Паес Радек Штепанек                | 1–6, 3–6                    |
| Перемога  | 16–13 | Жов 2013 | Відкритий чемпіонат Валенсії, Іспанія (2)              | Серія 500    | Тверде (i) | Александер Пея       | Боб Браян Майк Браян                       | 7–6(7–3), 6–7(1–7), [13–11] |
| Поразка   | 16–14 | Лис 2013 | Мастерс Париж, Франція                                 | Мастерс 1000 | Тверде (i) | Александер Пея       | Боб Браян Майк Браян                       | 3–6, 3–6                    |
| Поразка   | 16–15 | Січ 2014 | Qatar ExxonMobil Open, Катар                           | Серія 250    | Тверде     | Александер Пея       | Томаш Бердих Ян Гаєк                       | 2–6, 4–6                    |
| Поразка   | 16–16 | Січ 2014 | Auckland Open, Нова Зеландія (2)                       | Серія 250    | Тверде     | Александер Пея       | Юліан Ноул Марсело Мело                    | 6–4, 3–6, [5–10]            |
| Поразка   | 16–17 | Бер 2014 | Indian Wells Open, США                                 | Мастерс 1000 | Тверде     | Александер Пея       | Боб Браян Майк Браян                       | 4–6, 3–6                    |
| Перемога  | 17–17 | Чер 2014 | Queen's Club Championships, Велика Британія            | Серія 250    | Трава      | Александер Пея       | Джеймі Маррі Джон Пірс (тенісист)          | 4–6, 7–6(7–4), [10–4]       |
| Поразка   | 17–18 | Чер 2014 | Eastbourne International, Велика Британія              | Серія 250    | Трава      | Александер Пея       | Трет Г'юї Домінік Інглот                   | 5–7, 7–5, [8–10]            |
| Поразка   | 17–19 | Лип 2014 | Відкритий чемпіонат Німеччини, Німеччина (2)           | Серія 500    | Ґрунт      | Александер Пея       | Марін Драганя Флорін Мерджа                | 4–6, 5–7                    |
| Перемога  | 18–19 | Сер 2014 | Відкритий чемпіонат Канади, Канада (2)                 | Мастерс 1000 | Тверде     | Александер Пея       | Іван Додіг Марсело Мело                    | 6–4, 6–3                    |
| Перемога  | 19–19 | Тра 2015 | Bavarian International Tennis Championships, Німеччина | Серія 250    | Ґрунт      | Александер Пея       | Александр Зверєв Міша Зверєв               | 4–6, 6–1, [10–5]            |
| Поразка   | 19–20 | Чер 2015 | Stuttgart Open, Німеччина                              | Серія 250    | Трава      | Александер Пея       | Роган Бопанна Флорін Мерджа                | 5–7, 6–2, [10–7]            |
| Перемога  | 20–20 | Лис 2015 | Swiss Indoors, Швейцарія                               | Серія 500    | Тверде (i) | Александер Пея       | Джеймі Маррі Джон Пірс (тенісист)          | 7–5, 7–5                    |
| Перемога  | 21–20 | Січ 2016 | Sydney International, Австралія                        | Серія 250    | Тверде     | Джеймі Маррі         | Роган Бопанна Флорін Мерджа                | 6–3, 7–6(8–6)               |
| Перемога  | 22–20 | Січ 2016 | Відкритий чемпіонат Австралії з тенісу, Австралія      | Великий Шлем | Тверде     | Джеймі Маррі         | Деніел Нестор Радек Штепанек               | 2–6, 6–4, 7–5               |
| Поразка   | 22–21 | Кві 2016 | Мастерс Монте-Карло, Монако (2)                        | Мастерс 1000 | Ґрунт      | Джеймі Маррі         | П'єр-Юг Ербер Ніколя Маю                   | 6–4, 0–6, [6–10]            |
| Поразка   | 22–22 | Лип 2016 | Відкритий чемпіонат Канади, Канада                     | Мастерс 1000 | Тверде     | Джеймі Маррі         | Іван Додіг Марсело Мело                    | 4–6, 4–6                    |
| Перемога  | 23–22 | Вер 2016 | Відкритий чемпіонат США, США                           | Великий Шлем | Тверде     | Джеймі Маррі         | Пабло Карреньо Буста Гільєрмо Гарсія-Лопес | 6–2, 6–3                    |
| Поразка   | 23–23 | Січ 2017 | Sydney International, Австралія                        | Серія 250    | Тверде     | Джеймі Маррі         | Веслі Колгоф Матве Мідделкоп               | 3–6, 5–7                    |
| Перемога  | 24–23 | Бер 2017 | Mexican Open, Мексика                                  | Серія 500    | Тверде     | Джеймі Маррі         | Джон Ізнер Фелісіано Лопес                 | 6–3, 6–3                    |
| Перемога  | 25–23 | Чер 2017 | Відкритий чемпіонат Штутгарта, Німеччина               | Серія 250    | Трава      | Джеймі Маррі         | Олівер Марах Мате Павич                    | 6–7(4–7), 7–5, [10–5]       |
| Перемога  | 26–23 | Чер 2017 | Queen's Club Championships, Велика Британія (2)        | Серія 500    | Трава      | Джеймі Маррі         | Жульєн Беннето Едуар Роже-Васслен          | 6–2, 6–3                    |
| Поразка   | 26–24 | Сер 2017 | Мастерс Цинциннаті, США                                | Мастерс 1000 | Тверде     | Джеймі Маррі         | П'єр-Юг Ербер Ніколя Маю                   | 6–7(6–8), 4–6               |
| Поразка   | 26–25 | Жов 2017 | Відкритий чемпіонат Японії, Японія                     | Серія 500    | Тверде     | Джеймі Маррі         | Бен Маклахлан Ясутака Утіяма               | 4–6, 6–7(1–7)               |
| Поразка   | 26–26 | Січ 2018 | Qatar Open, Катар                                      | Серія 250    | Тверде     | Джеймі Маррі         | Олівер Марах Мате Павич                    | 2–6, 6–7(6–8)               |
| Перемога  | 27–26 | Бер 2018 | Mexican Open, Мексика (2)                              | Серія 500    | Тверде     | Джеймі Маррі         | Боб Браян Майк Браян                       | 7–6(7–4), 7–5               |
| Поразка   | 27–27 | Чер 2018 | Queen's Club Championships, Велика Британія            | Серія 500    | Трава      | Джеймі Маррі         | Генрі Контінен Джон Пірс (тенісист)        | 4–6, 3–6                    |
| Перемога  | 28–27 | Сер 2018 | Відкритий чемпіонат Вашингтона, США                    | Серія 500    | Тверде     | Джеймі Маррі         | Майк Браян Едуар Роже-Васселен             | 3–6, 6–3, [10–4]            |
| Перемога  | 29–27 | Сер 2018 | Мастерс Цинциннаті, США                                | Мастерс 1000 | Тверде     | Джеймі Маррі         | Хуан Себастьян Кабаль Роберт Фара          | 4–6, 6–3, [10–6]            |
| Поразка   | 29–28 | Жов 2018 | Мастерс Шанхай, КНР                                    | Мастерс 1000 | Тверде     | Джеймі Маррі         | Лукаш Кубот Марсело Мело                   | 4–6, 2–6                    |
| Перемога  | 30–28 | Січ 2019 | Sydney International, Австралія (2)                    | Серія 250    | Тверде     | Джеймі Маррі         | Хуан Себастьян Кабаль Роберт Фара          | 6–4, 6–3                    |
| Поразка   | 30–29 | Кві 2019 | Barcelona Open, Іспанія                                | Серія 500    | Ґрунт      | Джеймі Маррі         | Хуан Себастьян Кабаль Роберт Фара          | 4–6, 6–7(4–7)               |
| Перемога  | 31–29 | Чер 2019 | Відкритий чемпіонат Штутгарта, Німеччина (2)           | Серія 250    | Трава      | Джон Пірс (тенісист) | Роган Бопанна Денис Шаповалов              | 7–5, 6–3                    |
| Перемога  | 32–29 | Жов 2019 | Мастерс Шанхай, КНР                                    | Мастерс 1000 | Тверде     | Мате Павич           | Лукаш Кубот Марсело Мело                   | 6–4, 6–2                    |
| Поразка   | 32–30 | Жов 2019 | Відкритий чемпіонат Стокгольма, Швеція                 | Серія 250    | Тверде (i) | Мате Павич           | Генрі Контінен Едуар Роже-Васселен         | 4–6, 2–6                    |
| Перемога  | 33–30 | Вер 2020 | Відкритий чемпіонат США, США (2)                       | Великий Шлем | Тверде     | Мате Павич           | Веслі Колгоф Нікола Мектич                 | 7–5, 6–3                    |
| Поразка   | 33–31 | Жов 2020 | Відкритий чемпіонат Франції з тенісу, Франція          | Великий Шлем | Ґрунт      | Мате Павич           | Кевін Кравіц Андреас Міс                   | 3–6, 5–7                    |
| Поразка   | 33–32 | Лис 2020 | Мастерс Париж, Франція                                 | Мастерс 1000 | Тверде (i) | Мате Павич           | Фелікс Оже-Аліассім Губерт Гуркач          | 7–6(7–3), 6–7(7–9), [2–10]  |
| Перемога  | 34–32 | Лют 2021 | Great Ocean Road Open, Австралія                       | Серія 250    | Тверде     | Джеймі Маррі         | Хуан Себастьян Кабаль Роберт Фара          | 6–3, 7–6(9–7)               |
| Поразка   | 34–33 | Вер 2021 | Відкритий чемпіонат США, США                           | Великий Шлем | Тверде     | Джеймі Маррі         | Ражів Рам Джо Солсбері                     | 6–3, 2–6, 2–6               |
| Перемога  | 35–33 | Жов 2021 | St. Petersburg Open, Росія                             | Серія 250    | Тверде (i) | Джеймі Маррі         | Андрій Голубєв Юго Нис                     | 6–3, 6–4                    |
| Поразка   | 35–34 | Лют 2022 | Rio Open, Бразилія                                     | Серія 500    | Ґрунт      | Джеймі Маррі         | Сімоне Болеллі Фабіо Фоніні                | 5–7, 7–6(7–2), [6–10]       |

## Досягнення
| W | Ф | ПФ | ЧФ | #Р | КТ | К# | P# | DNQ | A | Z# | PO | G | S | B | NMS | NTI | P | NH |

### Парний розряд
Актуально станом на завершення Кубка Девіса 2022.
| Турнір                                 | 2005              | 2006              | 2007              | 2008              | 2009              | 2010              | 2011              | 2012              | 2013  | 2014  | 2015  | 2016  | 2017  | 2018  | 2019  | 2020  | 2021  | 2022 | ТУ          | В-П         |
| -------------------------------------- | ----------------- | ----------------- | ----------------- | ----------------- | ----------------- | ----------------- | ----------------- | ----------------- | ----- | ----- | ----- | ----- | ----- | ----- | ----- | ----- | ----- | ---- | ----------- | ----------- |
| Турніри Великого шолома                |                   |                   |                   |                   |                   |                   |                   |                   |       |       |       |       |       |       |       |       |       |      |             |             |
| Відкритий чемпіонат Австралії з тенісу |                   |                   |                   |                   | 3р                | 1р                | 1р                | ЧФ                | 2р    | 3р    | 2р    | 2016  | 1р    | 2р    | ЧФ    | 3р    | ПФ    | 3р   | 1 / 14      | 27–13       |
| Відкритий чемпіонат Франції з тенісу   |                   |                   |                   | ПФ                | ЧФ                | ЧФ                | 2р                | 3р                | ПФ    | 2р    | ЧФ    | 3р    | ЧФ    | 2р    | 1р    | Ф     | 3р    |      | 0 / 14      | 34–14       |
| Вімблдонський турнір                   |                   |                   |                   | 1р                | ЧФ                | 2р                | 2р                | 2р                | 3р    | ЧФ    | ЧФ    | ЧФ    | 2р    | ЧФ    | 2р    | NH    | 2р    |      | 0 / 13      | 23–13       |
| Відкритий чемпіонат США з тенісу       |                   |                   |                   | ЧФ                | 2р                | 3р                | 2р                | ЧФ                | Ф     | ЧФ    | 1р    | П     | ЧФ    | ЧФ    | 2р    | П     | Ф     |      | 2 / 14      | 41–12       |
| В-П                                    | 0–0               | 0–0               | 0–0               | 7–3               | 9–4               | 6–4               | 3–4               | 9–4               | 12–4  | 9–4   | 7–4   | 17–2  | 7–4   | 8–4   | 5–4   | 12–2  | 12–4  | 2–1  | 3 / 55      | 125–52      |
| Чемпіонати закінчення сезону           |                   |                   |                   |                   |                   |                   |                   |                   |       |       |       |       |       |       |       |       |       |      |             |             |
| Фінал ATP                              | Не кваліфікувався | Не кваліфікувався | Не кваліфікувався | Не кваліфікувався | Не кваліфікувався | Не кваліфікувався | Не кваліфікувався | Не кваліфікувався | ПФ    | КТ    | DNQ   | ПФ    | ПФ    | ПФ    | DNQ   | КТ    | КТ    |      | 0 / 7       | 13–12       |
| Серія Мастерс ATP                      |                   |                   |                   |                   |                   |                   |                   |                   |       |       |       |       |       |       |       |       |       |      |             |             |
| Індіан-Веллс                           |                   |                   |                   |                   | 1р                | 1р                | 1р                | 1р                | ПФ    | Ф     | 1р    | ЧФ    | ПФ    | 2р    | 1р    | NH    | 1р    |      | 0 / 12      | 13–12       |
| Відкритий чемпіонат Маямі з тенісу     |                   |                   |                   |                   | ЧФ                | 1р                | 1р                | 1р                | 1р    | ЧФ    | ПФ    | 1р    | ЧФ    | 2р    | 2р    | NH    | 2р    |      | 0 / 12      | 12–12       |
| Монте-Карло                            |                   |                   |                   |                   | 2р                | ЧФ                | Ф                 | 1р                | 2р    | ЧФ    | ЧФ    | Ф     | ЧФ    | 2р    | ПФ    | NH    |       |      | 0 / 11      | 13–11       |
| Рим                                    |                   |                   |                   |                   | ПФ                | 2р                |                   |                   | 2р    | 2р    | 2р    | ЧФ    | 2р    | ПФ    | 1р    | ЧФ    | 1р    |      | 0 / 11      | 7–11        |
| Мастерс Мадрид                         |                   |                   |                   |                   | ПФ                | 1р                | 2р                |                   | Ф     | ЧФ    | 1р    | 2р    | ЧФ    | ЧФ    | ЧФ    | NH    | 1р    |      | 0 / 11      | 11–11       |
| Мастерс Канада                         |                   |                   |                   |                   | 2р                |                   | 2р                |                   | П     | П     | ПФ    | Ф     | 2р    | 2р    | 1р    | NH    |       |      | 2 / 9       | 14–7        |
| Мастерс Цинциннаті                     |                   |                   |                   |                   | 2р                |                   | 2р                | 2р                | ЧФ    | ЧФ    | 2р    | 2р    | Ф     | П     | ПФ    | 1р    |       |      | 1 / 11      | 16–10       |
| Шанхай                                 | Не проводили      | Не проводили      | Не проводили      | Не проводили      | 2р                |                   | ЧФ                | 2р                |       | ЧФ    | 1р    | ЧФ    | ПФ    | Ф     | П     | NH    | NH    |      | 1 / 9       | 13–8        |
| Париж                                  |                   |                   |                   | ЧФ                | 2р                |                   | ЧФ                | ЧФ                | Ф     | 2р    | 2р    | 2р    | ПФ    | 2р    | 1р    | Ф     | ПФ    |      | 0 / 13      | 17–13       |
| В-П                                    | 0–0               | 0–0               | 0–0               | 1–1               | 7–9               | 0–5               | 11–8              | 2–6               | 14–7  | 14–8  | 8–9   | 10–9  | 14–9  | 12–8  | 14–8  | 5–3   | 4–5   | 0–0  | 4 / 99      | 116–95      |
| Загальна статистика                    |                   |                   |                   |                   |                   |                   |                   |                   |       |       |       |       |       |       |       |       |       |      |             |             |
|                                        | 2005              | 2006              | 2007              | 2008              | 2009              | 2010              | 2011              | 2012              | 2013  | 2014  | 2015  | 2016  | 2017  | 2018  | 2019  | 2020  | 2021  | 2022 | За кар'єру  | За кар'єру  |
| Титули                                 | 0                 | 0                 | 0                 | 1                 | 1                 | 1                 | 2                 | 5                 | 6     | 2     | 2     | 3     | 3     | 3     | 3     | 1     | 2     | 1    | 36          | 36          |
| Фінали                                 | 0                 | 0                 | 0                 | 2                 | 2                 | 4                 | 5                 | 6                 | 11    | 7     | 3     | 5     | 6     | 6     | 5     | 3     | 3     | 1    | 69          | 69          |
| Разом виграшів–поразок                 | 1–0               | 0–0               | 0–0               | 21–14             | 28–29             | 29–29             | 42–28             | 43–23             | 61–20 | 45–25 | 38–26 | 50–24 | 50–23 | 40–19 | 37–21 | 22–11 | 25–16 | 7–3  | 539–311     | 63%         |
| Рейтинг на кінець року                 | 241               | 1637              | 192               | 23                | 22                | 35                | 19                | 19                | 3     | 10    | 22    | 3     | 10    | 7     | 21    | 6     | 16    |      | $ 6,742,852 | $ 6,742,852 |

### Мікст
| Турнір                                 | 2008 | 2009 | 2010 | 2011 | 2012 | 2013 | 2014 | 2015 | 2016 | 2017 | 2018 | 2019 | 2020 | 2021 | 2022 | ТУ     | В-П   |
| -------------------------------------- | ---- | ---- | ---- | ---- | ---- | ---- | ---- | ---- | ---- | ---- | ---- | ---- | ---- | ---- | ---- | ------ | ----- |
| Турніри Великого шлему                 |      |      |      |      |      |      |      |      |      |      |      |      |      |      |      |        |       |
| Відкритий чемпіонат Австралії з тенісу |      | 1р   | 1р   |      | ЧФ   | 2р   | ЧФ   | ПФ   | 2016 | 2р   | ПФ   | ПФ   | 2р   | 2р   |      | 1 / 12 | 22–9  |
| Відкритий чемпіонат Франції з тенісу   |      | ЧФ   | 2р   | ЧФ   | 1р   | ЧФ   | ПФ   | 1р   | ЧФ   | 1р   |      | ПФ   | NH   | 1р   |      | 0 / 11 | 15–11 |
| Вімблдонський турнір                   | 1р   | 2р   | 3р   | 1р   | 2р   | Ф    | ЧФ   | ЧФ   | 2р   | ПФ   | ЧФ   | ЧФ   | NH   |      |      | 0 / 12 | 19–10 |
| Відкритий чемпіонат США з тенісу       |      | 1р   | 1р   | ЧФ   | П    | ПФ   | П    | 1р   | ЧФ   | ЧФ   | 2р   | 2р   | NH   | 1р   |      | 2 / 12 | 21–10 |
| В-П                                    | 0–1  | 3–4  | 3–4  | 4–3  | 8–3  | 10–3 | 12–3 | 5–4  | 9–2  | 6–3  | 6–2  | 9–4  | 1–1  | 1–3  | 0–0  | 3 / 47 | 77–40 |

## Нотатки
1. ↑  Сам фінал через дощ відбувся на твердому покритті в приміщенні[2].